# 信田智人
信田 智人（しのだ ともひと、1960年4月8日 - ）は、日本の政治学者。専門は、日本政治論、外交政策論、日米関係。

## 略歴・人物
京都府生まれ。大阪外国語大学卒業後、大洋漁業（現マルハニチロ）に勤務。その後、国際大学で修士号、ジョンズ・ホプキンス大学高等国際問題研究大学院（SAIS）で博士号取得。エドワード・ケネディ上院議員事務所外交政策室研修生、SAISライシャワーセンター東京代表、木村太郎ワシントン事務所代表、国際大学副学長・研究所所長、防衛省参与などを経て、現在、国際大学国際関係学研究科・教授、松下図書情報センター長。

## 受賞歴
- 2007年度国際安全保障学会最優秀出版奨励賞

## 著書

### 単著
- 『アメリカ議会をロビーする――ワシントンのなかの日米関係』（ジャパンタイムズ, 1989年）
- 『総理大臣の権力と指導力――吉田茂から村山富市まで』（東洋経済新報社, 1994年）
- 『官邸の権力』（筑摩書房［ちくま新書］, 1996年）
- Leading Japan: the Role of the Prime Minister, (Praeger, 2000).
- 『官邸外交――政治リーダーシップの行方』（朝日新聞社, 2004年）
- 『冷戦後の日本外交――安全保障政策の国内政治過程』（ミネルヴァ書房, 2006年）
- Koizumi Diplomacy: Japan's Kantei Approach to Foreign and Defense Affairs, (University of Washington Press, 2007).
- 『日米同盟というリアリズム』（千倉書房, 2007年）
- 『政治主導vs.官僚支配――自民政権、民主政権、政官20年闘争の内幕』（朝日新聞社, 2013年）
- Contemporary Japanese Politics: Institutional Changes and Power Shift,(Columbia University Press, 2013).
- 『政権交代と戦後日本外交』（千倉書房, 2018年）

### 編著
- 『日米同盟と東南アジア　伝統的安全保障を超えて』（千倉書房, 2018年）
- 『アメリカの外交政策――歴史、アクター、メカニズム』（ミネルヴァ書房, 2009年）

### 共編著
- （細谷千博）『新時代の日米関係――パートナーシップを再定義する』（有斐閣, 1998年）
- Redefining the Partnership: the United States and Japan in East Asia, co-edited with Chihiro Hosoya, (University Press of America, 1998).

### 訳書
- イアン・イーストン『習近平の覇権戦略―――中国共産党がめざす人類運命共同体計画』（PHP研究所、2023年）
- I・M・デスラー,ジョン・S・オデル『反「保護主義」勢力――アメリカの貿易政治における圧力の変化』（ジャパンタイムズ, 1989年）
- I・M・デスラー, C・ランドール・ヘニング『ダラー・ポリティックス――ドルをめぐるワシントンの政治構造』（TBSブリタニカ, 1990年）